# Пугачёв, Виктор Георгиевич
Ви́ктор Гео́ргиевич Пугачёв (род. 8 августа 1948, Таганрог) — советский лётчик-испытатель, заслуженный лётчик-испытатель СССР (18.12.1991), Герой Советского Союза (31.10.1988, медаль № 11587), полковник в отставке. Фигура высшего пилотажа «Кобра Пугачёва» названа его именем, поскольку Пугачёв был первым лётчиком, выполнившим её публично.

## Биография
Родился в Таганроге 8 августа 1948 года. Обучался в таганрогских школах № 20, 33, 7 и 26.
В 1966 году после окончания школы Пугачёв поступил в Ейское высшее военное авиационное училище лётчиков имени Комарова, по окончании которого был оставлен в училище лётчиком-инструктором. Обучал курсантов на самолётах Су-7У и Су-7Б, подготовил 23 лётчика-истребителя.
В октябре 1976 года был зачислен в Школу лётчиков-испытателей Министерства авиационной промышленности СССР. В декабре 1978 года по окончании школы направлен на должность лётчика-испытателя третьего класса в Лётно-исследовательский институт имени М. М. Громова, летал на самолётах МиГ-21, МиГ-23, МиГ-25, МиГ-31.
К 1980 году ему была присвоена квалификация лётчика-испытателя второго класса. В октябре того же года по окончании МАИ, он принял предложение перейти в ОКБ имени Сухого. В 1982 году, после ряда лётно-испытательных работ, его назначают ведущим лётчиком по испытаниям Су-27.
Пугачёву принадлежит ряд мировых рекордов, установленных на самолёте Су-27, в том числе по скороподъемности на высоты 3, 6, 9 и 12 тысяч метров. Испытания истребителя успешно завершились в 1984 году и самолёт был принят на вооружение.
На рубеже 1983—1984 годов на Николаевском судостроительном заводе был заложен первый советский авианесущий крейсер. В ОКБ Сухого начались исследовательские работы по отработке параметров взлёта и посадки на палубу корабля. Полёты осуществлялись на самолётах Су-25 и Су-27. В 1985 году предварительные испытания завершились успешной посадкой на [[Аэрофинишёр|аэрофинише], а 17 августа 1987 года Пугачёв совершил первый вылет на опытном самолёте Су-27К (Т-10К-1) корабельного базирования.
18 марта 1988 года во главе эскадрильи из семи самолётов Су-27 совершил перелёт Килпъявр — Греэм-Белл — Килпъявр, с посадкой и взлётом в сложнейших метеоусловиях при низких температурах.

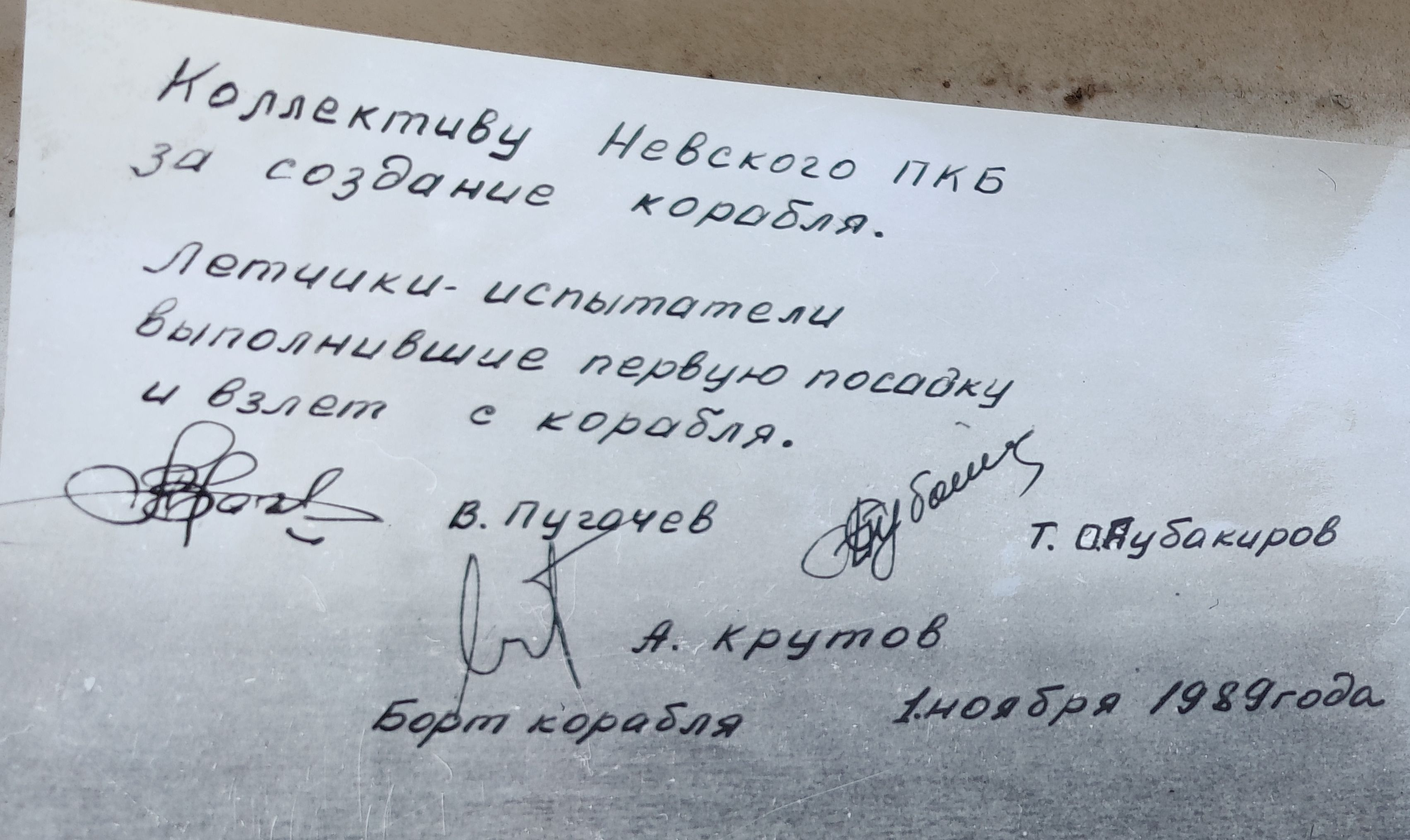
Часть фотографии ТАВКР «Тбилиси» с дарственной надписью от лётчиков-испытателей Александра Крутова, Виктора Пугачёва и Токтара Аубакирова

30 октября 1989 года на Чёрном море пилотируемый Пугачёвым самолёт Су-27К совершает проход над палубой тяжёлого авианесущего крейсера «Тбилиси» (ныне «Адмирал флота Советского Союза Кузнецов») с касанием её колёсами, 31 октября делает три таких прохода, увеличивая каждый раз длину касания, а 1 ноября 1989 года совершает первую посадку на палубу авианесущего крейсера. 21 ноября 1989 года была выполнена первая ночная посадка на эту же палубу. После завершения испытаний эта машина получила официальное обозначение Су-33, и авиационное производственное объединение в Комсомольске-на-Амуре приступило к её серийному производству.
В 1989 году было впервые принято решение об участии самолётов ОКБ имени Сухого в международном аэрокосмическом салоне в Ле Бурже и о подготовке специального демонстрационного комплекса. 28 апреля того же года Пугачёв впервые публично продемонстрировал режим динамического торможения с выходом на максимальный угол атаки («кобра») перед специалистами на аэродроме в Жуковском, после чего он был включён в качестве отдельного элемента демонстрационной программы самолёта Су-27 в Ле-Бурже. За участие в отработке режимов сверхманёвренности стал одним из лауреатов премии Н. Е. Жуковского (1989).
С 1991 года работал заместителем главного конструктора ОКБ имени П. О. Сухого по лётным испытаниям.
В 2011 году был избран в Московскую областную думу, но впоследствии отказался от мандата.

Я посчитал нецелесообразным находиться в Думе. Тем более наш город проголосовал не в пользу «Единой России», — кратко прокомментировал свой поступок Виктор Георгиевич.

Решение о выходе из партийного списка депутатов Мособлдумы от «Единой России» оставило за Виктором Пугачёвым мандат депутата Совета депутатов города Жуковский.
Виктор Пугачёв живёт и работает в Жуковском Московской области.
17 августа 2013 года в Таганроге по инициативе Таганрогского союза авиаторов в честь Героя Советского Союза, заслуженного лётчика-испытателя СССР Виктора Пугачёва была открыта памятная доска на постаменте памятника Су-7б.
Избирался в 2009 , 2014 , 2019 годах в горсовет города Жуковский.

## Рекордные полёты
Работая как лётчик-испытатель на самолётах Сухого, В. Г. Пугачёв установил 13 рекордов:
| Дата       | Класс и группа | Описание                                                               | Рекорд        | Статус                                      |
| ---------- | -------------- | ---------------------------------------------------------------------- | ------------- | ------------------------------------------- |
| 1986-11-15 | C-1 (3)        | Время подъёма на высоту 3,000 м                                        | 25,37 с       | Рекорд                                      |
| 1986-11-15 | C-1h (3)       | Время подъёма на высоту 3,000 м                                        | 25,37 с       | Рекорд                                      |
| 1986-11-15 | C-1 (3)        | Время подъёма на высоту 6,000 м                                        | 37,05 с       | Рекорд                                      |
| 1986-11-15 | C-1h (3)       | Время подъёма на высоту 6,000 м                                        | 37,05 с       | Рекорд                                      |
| 1986-11-15 | C-1 (3)        | Время подъёма на высоту 9,000 м                                        | 47,03 с       | Улучшенный к 44,18 с тем же самым самолётом |
| 1986-11-15 | C-1h (3)       | Время подъёма на высоту 9,000 м                                        | 47,03 с       | Улучшенный к 44,18 с тем же самым самолётом |
| 1986-11-15 | C-1 (3)        | Время подъёма на высоту 12,000 м                                       | 58,10 с       | Улучшенный к 55,54 с тем же самым самолётом |
| 1986-11-15 | C-1h (3)       | Время подъёма на высоту 12,000 м                                       | 58,10 с       | Улучшенный к 55,54 с тем же самым самолётом |
| 1990-03-29 | C-1h (3)       | Время подъёма на высоту 15,000 м с 1 000-килограммовым полезным грузом | 1 мин 21,71 с | Рекорд                                      |
| 1993-05-20 | C-1i (3)       | Время подъёма на высоту 15,000 м                                       | 2 мин 6 с     | Рекорд                                      |
| 1993-05-20 | C-1i (3)       | Время подъёма на высоту 15,000 м с 1 000-килограммовым полезным грузом | 2 мин 6 с     | Рекорд                                      |
| 1993-05-20 | C-1i (3)       | Максимальный полезный груз к 15 000 м                                  | 1,015 кг      | Рекорд                                      |
| 1993-05-20 | C-1i (3)       | Максимальная высота с 1 000-килограммовым полезным грузом              | 22,250 м      | Рекорд                                      |

## Награды
- Герой Советского Союза (1988) — за мужество и героизм, проявленные при освоении Су-27;
- орден «За заслуги перед Отечеством» III степени (29 июля 1999) — за заслуги перед государством, большой вклад в разработку, создание современной авиационной техники и многолетний добросовестный труд[9];
- орден Ленина (1988);
- орден «Знак Почёта» (1982);
- орден Мужества (2002);
- Заслуженный лётчик-испытатель СССР (1991);
- лауреат премии Н. Е. Жуковского (1989)[6];
- орден Ивана Калиты (Московская область, 1 августа 2008 года)[10];
- лауреат премии имени В. Высоцкого «Своя колея» (2001).
- Почётный гражданин города Жуковский[11].